# Penta-Acquatella
Penta-Acquatella (in corso A Penta è Acquatella) è un comune francese di 42 abitanti situato nel dipartimento dell'Alta Corsica nella regione della Corsica.

## Società

### Evoluzione demografica
Abitanti censiti